# Carl Moltke
 Der er flere personer med dette navn, se Carl Moltke (flertydig).
Carl greve (von) Moltke (15. november 1798 i Kiel – 12. april 1866 på godset Assiden i Lifland) var en dansk-holstensk greve, embedsmand og kortvarigt gehejmestatsminister i 1848 under Frederik 7. Han var minister uden portefølje i Ministeriet Moltke III, Minister for Slesvig fra 1852-54 under ministerierne
Ministeriet Bluhme I og Ministeriet Ørsted og igen minister uden portefølje i 1864 under Ministeriet Bluhme II.

## Uddannelse
Carl Moltke var søn af den navnlig som tysk forfatter kendte grev Adam Gottlob Detlef Moltke til Nütschau i Holsten. Han tog juridisk eksamen i Glückstadt, overtog 1826 fædreneejendommen og blev 1828 medlem af ridderskabets »fortwährende Deputation«. Efter at have haft sæde i Den holsten-lauenburgske Overret og i den rådgivende forsamling af »erfarne mænd«, som Frederik VI sammenkaldte i anledning af planerne om en stænderforfatning, udnævntes han 1834 til deputeret i Rentekammeret og Finanskollegiet og trådte således ind i den højere statsstyrelse, hvor han snart skulle igøre sig bemærket som en af de mest energiske og evnerige mænd. Moltke ophørte i sin ny stilling ikke at føle sig som holstener, og heller ikke opgav han tanken om hertugdømmernes nære forbindelse, men han fastholdt strengt helstatsprincippet, ville have den danske nationalitets ret respekteret i Slesvig og var en afgjort modstander af den separatistiske slesvig-holstenisme. Det faldt derfor ikke unaturligt, at han, da Christian VIII 1846 brød med augustenborgerne, udnævntes til præsident for Det Slesvig-Holsten-Lauenborgske Kancelli, men denne udnævnelse bragte ham i et afgjort modsætningsforhold til hans holstenske standsfæller, af hvem han betragtedes som renegat, og alle de forsøg, han da og senere gjorde på at vinde dem for sin statsopfattelse, mislykkedes totalt.

## Sæde i Gehejmestatsrådet
Hans styrelse af hertugdømmerne var præget af ubøjelig strenghed mod separatismen, parret med ubetinget loyalitet over for begge nationaliteters inden for den da givne ramme berettigede krav. Christian VIII benyttede under sin sidste levetid hans råd med hensyn til planerne om en konstitutionel helstatsforfatning, og på sit dødsleje anbefalede han sin søn at optage ham i Gehejmestatsrådet. Allerede 21. januar fandt Moltkes udnævnelse til gehejmestatsminister sted, og han kom således til at deltage i udarbejdelsen såvel af forfatningsreskriptet af 28. januar 1848 som af det endelige forfatningsudkast. I reskriptet, hvis ophavsmand han var, holdt han, i modsætning til P.C. Stemann, P.G. Bang og C.E. Bardenfleth, på den passus, som gav tilsagn om, at intet skulle forandres i den bestående forbindelse mellem hertugdømmerne, og gennemførte sit forslag. Moltke var en afgjort modstander såvel af Ejder-danskernes som af de demokratisk-konstitutionelle bestræbelser, og i de bevægede måneder, som gik forud for systemskiftet i marts, var han i høj grad den nationalliberale presses syndebuk og betegnedes som hovedmanden for »den danske slesvig-holstenisme«. Selvfølgelig trådte han ved martsministeriets dannelse ud af statstjenesten, men stillede dog ikke længe efter sine kræfter til rådighed som præsident for den fællesregering for hertugdømmerne, der udnævntes i henhold til Malmøkonventionen 1848. Imidlertid blev han såvel ved den holstenske befolknings som ved den provisoriske regerings fjendtlige holdning hindret i at tiltræde sit embede og måtte nøjes med præsidiet for immediatkommissionen i Sønderborg, hvis befalinger kun adlødes i en ringe del af Slesvig. Juli 1851 indtrådte han som følge af den påbegyndte pression fra de østlige stormagters side i ministeriet som minister uden portefølje i steder for H.N. Clausen, men udtrådte i oktober samme år tillige med H.C. Reedtz, da han ikke kunde sætte igennem, at regeringen bøjede sig for stormagternes fordring om indkaldelse af hertugdømmernes stænderforsamlinger til medvirkning ved forfatningsspørgsmålets ordning. Under de forhandlinger med de tyske stormagter, som; gik forud for dannelsen af ministeriet af 27. januar 1852, udtalte magterne udtrykkelig deres ønske om, at Moltke og H.A. Reventlow-Criminil optoges i regeringen som ministre for hertugdømmerne, og dette skete også.

## Styrelse af Slesvig som minister
Moltke overtog styrelsen af Slesvig og optrådte her strengt mod, hvad der i hans øjne var statsopløsende tendenser, enten disse så udgik fra slesvig-holstenere eller Ejderdanske. Således forbød han Dagbladet og Fædrelandet såvel som de slesvig-holstenske presseorganer, og hverken forsamlings-, forenings- eller petitions-frihed tolereredes. På affattelsen af forfatningslovene for hertugdømmerne øvede han stor indflydelse, og det skyldtes væsentlig ham, når de både blev så ensartede, som tilfældet var, og desuden fjernede sig så stærkt fra de i kongeriget gældende demokratiske forfatninggrundsætninger. Mod slesvig-holstenismen og oprøret 1848 udtalte han i en skrivelse til kommissarius ved de slesvigske stænder sin skarpeste fordømmelse, medens han uændret opretholdt de så stærkt anfægtede sprogreskripter, som F.F. Tillisch havde indført. Moltke aftrådte tillige med det øvrige Ørstedske ministerium december 1854 og var, skønt der siden skete henvendelse til ham om at overtage ministeriet for Holsten, ikke at bevæge til at modtage nogen portefølje under Frederik VII's regering. Først da ministeriet Monrad 11. juli 1864 måtte fratræde, og den nationalliberale æra dermed var til ende, indtrådte han på ny i regeringen som minister uden portefølje under sin gamle chef C.A. Bluhme. Sygdom havde dog nu nedbrudt Moltkes kraft, og allerede 5. juli 1865 trådte han ud af ministeriet. Han døde 12. april 1866 på godset Assiden i Lifland hos sin svigersøn, baron Herman Bagge af Boo.
Moltke modtog en række udmærkelser. Han udnævntes 1835 til kammerherre; 1842 dekoreredes han med Dannebrogsordenens Storkors, 1848 med Elefantordenen; han fik gehejmekonferensrådstitlen og blev ordenskansler. Moltke ægtede 29. maj 1824 Anna Malvine Simons.